# Павутинка (новела)
«Павутинка» - новела японського письменника  Рюноске Акутаґави.

## Історія створення
Новела «Павутинка» уперше була надрукована в журналі «Червоний птах», який видала група японських письменників у 1918—1936 роках спеціально для дітей, з метою розвитку їхньої моралі й талантів. Рюноске Акутаґава прагнув у цьому творі бути зрозумілим дітям і водночас хотів утілити філософську ідею в довершеній формі.
1. Рюноске Акутагава був відомий тим, що відкрив японську традиційну ментальність до надбань світової, і зокрема європейської, культури. В його творчості переплетені багато різнокультурних джерел. "Павутинка" - алюзія на  коротку байку з роману Ф. М. Достоєвського "Брати Карамазови". Акутогава Рюноске неймовірно цінував творчість Достоєвського і не раз знаходив несподівані способи вступити в своєрідний діалог із його текстами. У "байці про цибулинку", розказану Грушенькою Альоші Карамазову, ідеться про одну з основних тем православ"я - гріх, доброчинність та спасіння. Це історія про злу жінку,  що померши, не залишила по собі жодної доброї справи. Її відправляють у пекло,  але її ангел-охоронець вступається за підопічну перед Богом, вказуючи, що жінка насправді зробила одне добре діло в своєму житті: одного разу вона дала жебракові цибулину, що її вона виростила на своєму городі. Подумавши, Бог наказав  ангелу взяти цю цибулину і використати її, щоб витягнути жінку з пекла. Ангел спустив цибулю до пекла і почав тягнути грішницю вгору. Але вона помітила, що інші грішники в надії порятуватися із пекла, теж почали хапатися за цибулину. Жінка кинулась на них, щоб захистити своє спасіння від посягань . В цей момент цибуля порвалася, і жінка впала назад у пекло, де вона й залишилась.

```
Ще одним джерелом натхнення для Рюноске Акутагава стала однойменна історія, знайдена в Кармі: "Історія раннього буддизму", антологія п'яти буддистських притч, опублікована в Токіо в 1895 році. Він взяв звідси персонажа Кандату, який теж злий розбійник проклятий та відправлений до буддійського пекла, поки не закінчиться його погана карма. Однак у "Історії раннього буддизму" у грішника немає шляху та надії на повернення.
```

#### СЮЖЕТ
Одного разу Будда прогулювався по межі лотосового ставу з раю. Він помітив грішника  на ім’я Кандата, що ходив з іншими грішниками на дні пекла. Кандата зробив так багато злих справ і був справжнім грішником, та було в нього одне добре діло. Якось, перебуваючи в  лісі, Кандата помітив маленького павука, що повз біля дороги. Він збирався затоптати його до смерті, коли раптом передумав і пощадив життя павука. 
Будда згадав про цю добру справу і подумав, що хотів би врятувати Кандату з пекла. Озирнувшись навколо, Будда побачив райського павука, який крутив красиву сріблясту павутинку на листках лотоса. Будда взяв павутинку в руку і пустив її прямо на дно пекла, яке надійно тримало Кандату з іншими грішниками в Басейні крові на підлозі пекла. Грішник Кандата випадково підняв голову і помітив срібну павутинку, що спускалась до нього.  Кандата міцно вхопив нитку в дві руки і почав з усіх сил підніматися вгору. Трохи піднявшись, він остаточно виснажився і не міг піднятися на дюйм вище. Кандата зупинився відпочити і подивився вниз, на дно пекла. Побачене наповнило його серце страхом. Інші грішники, вхопившись за тоненьку павутинку нетерпляче піднімалися за ним вгору і вгору, мов процесія мурашок.
Кандата моргнув очима сповненими остраху та здивування. Як може ця срібна павутинка, яка, здавалося, повинна розірватися тільки з ним, витримати вагу всіх цих людей? Якщо він прорветься в повітрі, навіть йому самому доведеться впасти головою назад у пекло.
Тож Кандата закричав гучним голосом. "Гей, грішники! Ця нитка моя. Хто дав вам дозвіл підійматися? "
У цей момент павутинка  розірвалась і  Кандата, не встигнувши навіть  крикнути, впав головою в темряву назад у пекло.
1. ↑  badianoran01 (22 березня 2012). The Spider’s Thread by Ryunosuke Akutagawa. badianoran (англ.). Процитовано 10 квітня 2020.